# Schizo (Mixtape)
Schizo ist das ein Mixtape der US-amerikanischen Rapperin Dreezy. Es wurde am 24. Februar 2014 veröffentlicht und wurde am 28. Mai 2014 auf iTunes veröffentlicht. Produziert wurde das Mixtape von D. Brooks Exclusive.

## Hintergrund
Nachdem Dreezy anfing zu rappen, lernte sie die Rapperin Sasha Go Hard aus Chicago kennen und war auf ihrem Song I Ain't No Hitta im Jahr 2012 zu hören. Später veröffentlichte Dreezy das Lied Ghost mit Lil Durk. Nachdem im Februar 2013 das Mixtape Business N Pleasure zusammen mit dem Rapper Mikey Dollaz erschienen ist, veröffentlichte sie ein Jahr später ihr erstes Solo-Mixtape mit dem Namen Schizo unter dem Label AOE Records. Im Jahr 2016 wurde eine remasterte Version des Mixtape auf iTunes veröffentlicht.

## Musikvideos
Zu den Songs Up & Down, Aint For None, Dreamer Pt. 2 und All The Time wurden Musikvideos auf Youtube veröffentlicht. Die Videos wurden zwischen 100.000 und 1 Million Mal angeklickt.

## Titelliste
Alle Songs auf dem Mixtape wurden von D. Brooks Exclusive produziert.
| Nr. | Titel                                  | Länge |
| --- | -------------------------------------- | ----- |
| 1.  | The Realist (featuring Ross Augusta)   | 3:37  |
| 2.  | Schizophrenia                          | 3:42  |
| 3.  | Aint for None (featuring King Louie)   | 3:33  |
| 4.  | Heard It All                           | 3:49  |
| 5.  | All the Time                           | 4:12  |
| 6.  | Mind Games                             | 1:13  |
| 7.  | Lonely                                 | 4:02  |
| 8.  | Dreamer Pt. 2                          | 3:07  |
| 9.  | Bad Habit                              | 3:46  |
| 10. | Zero                                   | 3:40  |
| 11. | Up & Down                              | 3:55  |
| 12. | Swear to God (featuring Ross Augusta)  | 4:14  |
| 13. | Truth Hurts                            | 4:28  |
| 14. | Break a Band                           | 3:57  |
| 15. | Zero (Remix) (featuring Sasha Go Hard) | 3:57  |
| 16. | Afn (Remix)                            | 3:59  |
| 17. | No Good (featuring Common)             | 3:49  |